# Ananda College
Ananda College grundades den 1 november 1885 av teosofiska samfundet och är en av de äldsta skolorna på Sri Lanka. Förut var skolan känd som Engelska buddhist skolan.